# Thorgny O.B.N. Krok
Thorgny Ossian Bolivar Napoleon Krok, född 30 mars 1834 i Uddevalla, död 17 maj 1921 i Stockholm, var en svensk botaniker och floraförfattare; son till Johan Peter Krok och Carolina Elisabet Uttermarck.
Krok blev student vid Uppsala universitet 1852, var adjunkt vid Maria skola 1861–63 och dess fortsättning Högre allmänna läroverket å Södermalm i Stockholm 1863–1898, tillika lärare i botanik och zoologi vid Högre lärarinneseminariet 1866–1874. Krok blev ledamot av matematisk-naturvetenskapliga kommissionen 1869.
Krok utarbetade 12:e upplagan av Carl Johan Hartmans Handbok i Skandinaviens flora (häfte l, 1889, aldrig fortsatt) och tillsammans med Sigfrid Almquist Svensk flora för skolor I. Fanerogamer (1883; 24:e upplagan 1962, 26:e omarbetade upplagan 1982), II. Kryptogamer (1886; 7:e upplagan 1962) och sammanställde under en lång följd av år den svenska botaniska litteraturen (Botaniska notiser 1859–1906).
Av hans övriga skrifter märks Anteckningar till en monografi över växtfamiljen Valerianæ. I. Valerianella (1864), Bidrag till kännedomen om algfloran i inre Östersjön och Bottniska viken (1869) och Tvänne i Finnmarken återfunna fanerogamer (1899) med flera. En utförlig bibliografi av Krok över Sveriges botaniska litteratur från äldsta tider till 1920 (Bibliotheca botanica suecana) utkom postumt 1925.
Krok skänkte 1910 dels sitt stora herbarium, dels sitt botaniska bibliotek till Vetenskapsakademien. Han donerade 1916 till Vetenskapsakademien 30 000 kronor, varav räntan utgår till resestipendier. Hans herbarium hamnade på Riksmuseets botaniska avdelning.
Krok är gravsatt på Norra kyrkogården i Uddevalla.
Auktorsnamnet Krok kan användas för Thorgny O.B.N. Krok i samband med ett vetenskapligt namn inom botaniken; se Wikipediaartiklar som länkar till auktorsnamnet.